# Panoz AIV Roadster

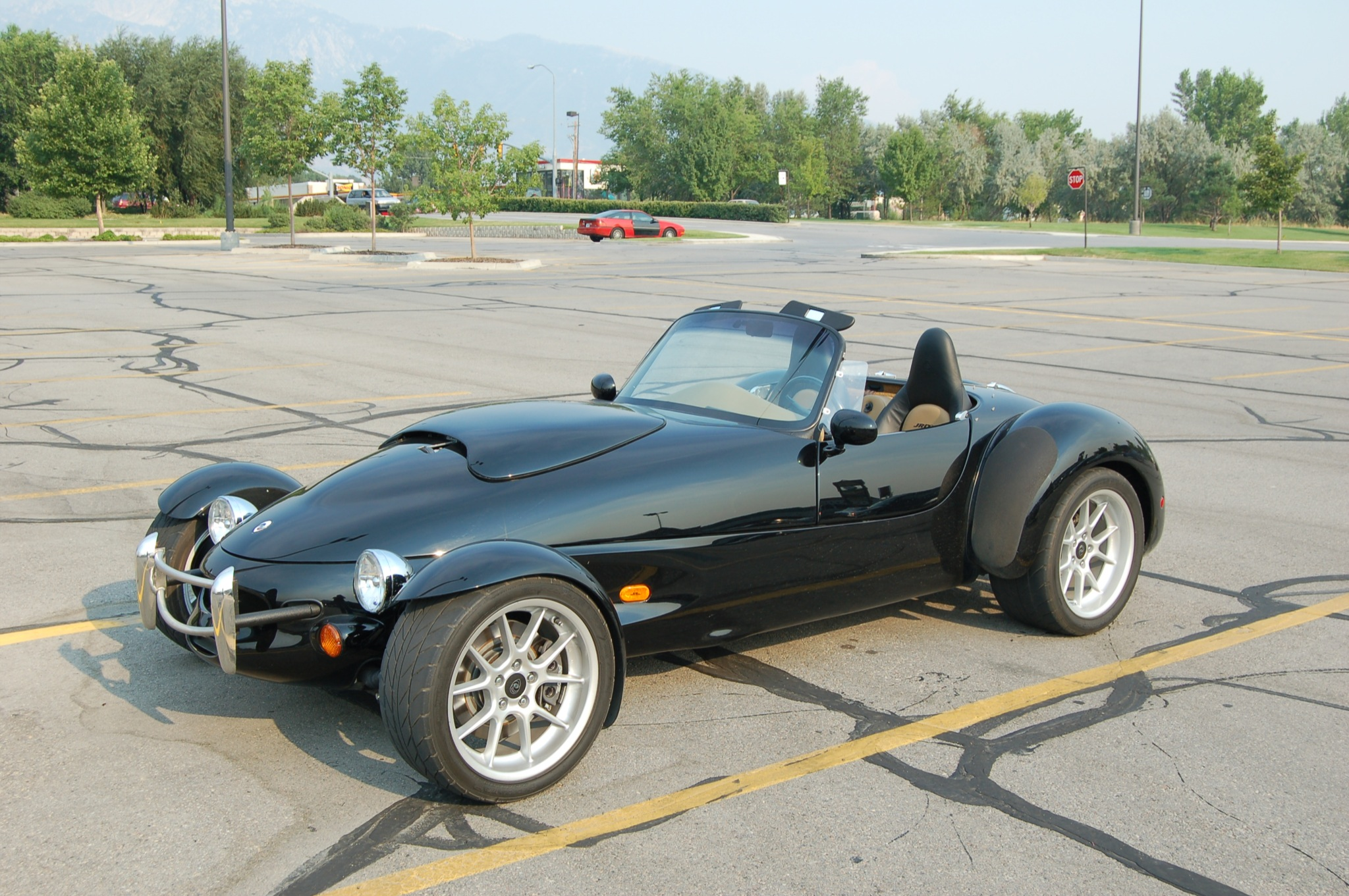
Een Panoz AIV Roadster.

De Panoz AIV Roadster is de eerste productieauto ontwikkeld door het automerk Panoz.  
De Roadster bezit een 4.6l V8 (90°) 32-klepper, Ford Mustang SVT Cobra motor met 305 pk, een topsnelheid van 210 km/u en een acceleratie van 0-100 km/u in 4,5 seconden. Het chassis van de eerste Roadsters was afkomstig van de TMC Costin, een sportwagen van het Ierse Thompson Motor Company in Wexford, daarna ontwikkelde Panoz zijn eigen chassis uit aluminium. Het bijna volledig aluminium koetswerk van de Roadster is gemaakt met een speciale techniek genaamd "super plastic forming". Met deze techniek wordt het metaal gesmolten en in de juiste vorm "geblazen", waardoor minder makkelijk spanningen in het materiaal en metaalmoeheid optreden. De Panoz Roadster is een voorbeeld van Retro-design. Het ontwerp gelijkt op dat van roadsters uit de jaren 30 en 40, waarbij vooral de onafhankelijke spatborden en de verchroomde bumbers opvallen.  

## Productie
Het prototype van de Roadster werd voorgesteld in 1990. Dit model had nog geen luchthapper op de motorkap, en had een stalen 5.0L V8 van Ford met slechts 225 pk. Vanaf 1996 ging de Panoz Roadster echt in productie onder de naam Panoz AIV (Aluminium Intensive Vehicle) Roadster, maar de productie werd al in 1999 gestaakt om zich sindsdien te richten op de ontwikkeling van hun nieuwe model, de Panoz Esperante, dat in 2001 in productie zou gaan. In het totaal werden er 220 Panoz Roadsters gebouwd, waarvan 44 prototypes van '90 tot '95 en 176 AIV Roadster van '96 tot '99. De prijs van een Panoz Roadster kon variëren van $ 55.000 bij de eerste modellen tot $ 65.000 tegen het einde van de productielijn.

## Tuning
Het tuningbedrijf JRD-Tuning, dat sinds de stichting van de Panoz Auto Development Company al heeft meegeholpen aan de ontwikkeling van de auto's, heeft een speciaal tuningpakket ontwikkeld voor de Panoz Roadster. De motor wordt voorzien van een supercharger waardoor de kracht wordt opgevoerd tot 280 pk. Verder zijn er nog modificaties aan koetswerk en interieur beschikbaar.
Het Zwitserse tuningbedrijf Rinspeed bracht ook enkele aangepaste Roadsters op de markt, onder de naam Rinspeed Roadster R of SC-R. De Rinspeed Roadsters hebben geen voor- en achterbumbers, nieuwe koplampen en een aangepaste radiatorgril. Ook werden er rolbeugels achter de kopsteunen van de zetels geplaatst en werden de Roadsters voorzien van Pirelli P Zero banden.

## Gezien in ...
- Midtown Madness
- Midtown Madness 2